# レンヌ
レンヌ（Rennes）は、フランスの西部に位置する都市で、ブルターニュ地域圏の首府、イル＝エ＝ヴィレーヌ県の県庁所在地である。ブレイス語（ブルトン語）ではロアゾン（Roazhon）と称する。
古くからブルターニュ地方の中心都市で、モン＝サン＝ミシェル観光の起点となる街として、日本からも多くの観光客が訪れている。

## 行政
- 11のカントン（小郡）から構成されるレンヌ郡の郡庁所在地である。また、自治体間連合レンヌ・メトロポール（37のコミューンで構成）の中心である。

レンヌ市議会は、市長ナタリー・アペレ、そして19人の補佐官を含む61人で構成されている。2014年3月に行われたフランス地方議会選挙の結果、レンヌ市長選でフランス社会党のナタリー・アペレが当選した。

## 地理

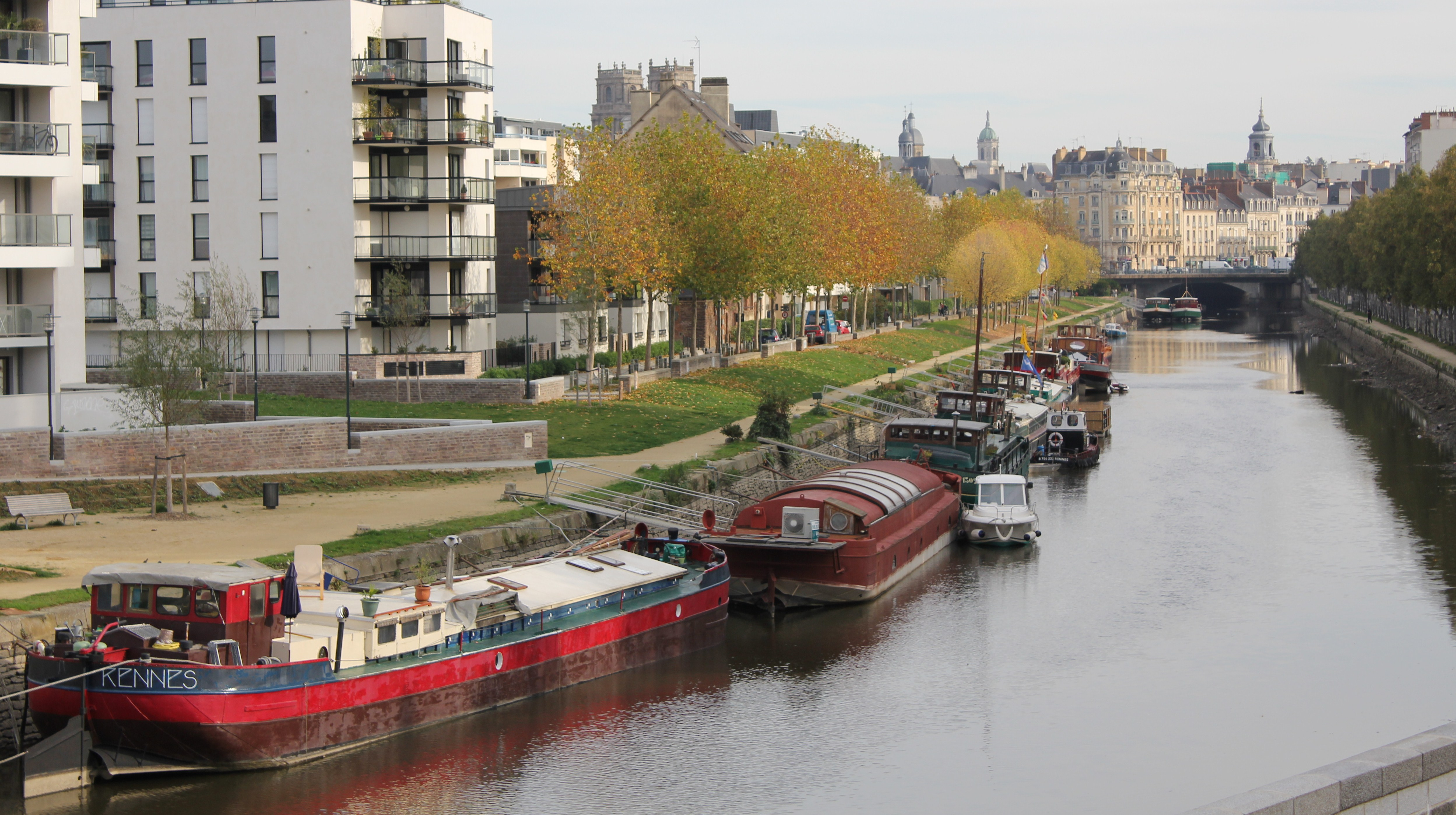
レンヌを流れるヴィレーヌ川

町の最古の部分は丘の上に立てられた。イル川とヴィレーヌ川の合流する地点である。丘の周囲はレンヌ盆地と呼ばれ、柔らかな頁岩の地層を2つの河川が浸食し掘ってできあがった。標高は最高74m、最低20mである。都市分散化と、住宅建設の続行ゆえに、レンヌの旧市街のある丘は両側から挟まれている。

## 歴史
レンヌはブルターニュ地域圏の首府であり、県庁所在地である。2つの川の合流地点にあったことから長い歴史を持つ。
アルモリカ王国（ケルト系の王国。海の民と山の民とに分かれていた）東部の人々が、川の合流地点にCondateという定住地をつくった。Condateとは古いケルト語で合流を意味する。町はガリア人からはResnnと呼ばれていた。彼らはこの地を首都と定め、モン＝サン＝ミシェルの湾まで領土を広げた。現在のレンヌ近郊の町ルドン（Redon）の名は、ルドヌ（Redones）の町の名にも反映された。紀元前1世紀初め頃、彼らはギリシャ、ローマの硬貨鋳造を採用し、マケドニア王ピリッポス2世の金貨を真似て特徴的な合金製ケルト硬貨をつくった。ケルトのしきたりとして銘なしに、ルドヌの硬貨はポニーが人の頭部を持つという戦車の御者を描いた。彼らの硬貨の蓄えの多くは、1835年6月に発見されたアマンリの財宝、1941年2月に発掘されたサン＝ジャック・ド・ラ・ランドの財宝として見つかった。レンヌの博物館には代表的な収集品が多く収蔵されている。
アルモリカ人らは紀元前57年、マルクス・リキニウス・クラッススによって圧力を加えられ、反ローマのガリア連合に参加した。同じ年、ローマの密使たちがルドヌ住民によって人質にとられ、ユリウス・カエサルがアルモリカへ介入するのを余儀なくされた。彼は反乱分子を抑圧し、同年に海峡を渡り、ブリトン人らによるルドヌへのさらなる支援をさせず落胆させた。紀元前52年にはルドヌは、多大に戦士たちに依存する設備を備えたウェルキンゲトリクスの呼びかけに応じた（カエサル著『ガリア戦記』II.34; VII.75）。

### ローマ時代
ローマ時代、Condateはコンダテ・リエドヌム（Condate Riedonum）となり、チヴィタス・リエドヌムの首都となった。
最古で知られるレンヌ人は、ティトゥス・フラウィウス・ポストゥミヌス（Titus Flavius Postuminus）で、1968年にレンヌで見つかった彼の石碑で知られるようになった。彼の名前から指し示されるのは、彼がティトゥス帝の治めるフラウィウス朝時代に生まれたということで、おそらく79年から81年の間の生まれであると推測されている。石碑の一つはラテン語で書かれ、彼はチウィタス・リエドヌムの公の出来事を引き受けていたという。
ローマ支配の間、町の戦略的位置はその重要性の一因となった。西へ向かう道はローマの主要道で、オシスミ（Osismii）を経由してコンダテからウォルジウム（Vorgium、現在のカロ・プロゲ）へと伸びていた。
275年、蛮族侵攻の脅威が、頑強なレンヌ周囲のレンガ造りの壁を建てる要因となった。レンヌは『赤い町』として知られるようになった。
5世紀にローマ帝国が終焉を迎える頃には、農民出身の略奪者たちバゴダエ（Bagaudae）の襲撃を恐れ、ブルターニュやレンヌを含むアルモリカ半島は、西ローマ帝国の最後の砦となった。無敵のアルモリカ・ローマ人らは、アラマンニ人や西ゴート族の大半を征服したクローヴィス1世に対し自分たちの領土を死守した。レンヌ司教であったレンヌのメラニウスは497年のフランク＝アルモリカ間の和平に重要な役割を果たした。彼は『キリスト教徒の間で平和が保たれなければならない。』と有名な宣言をした。

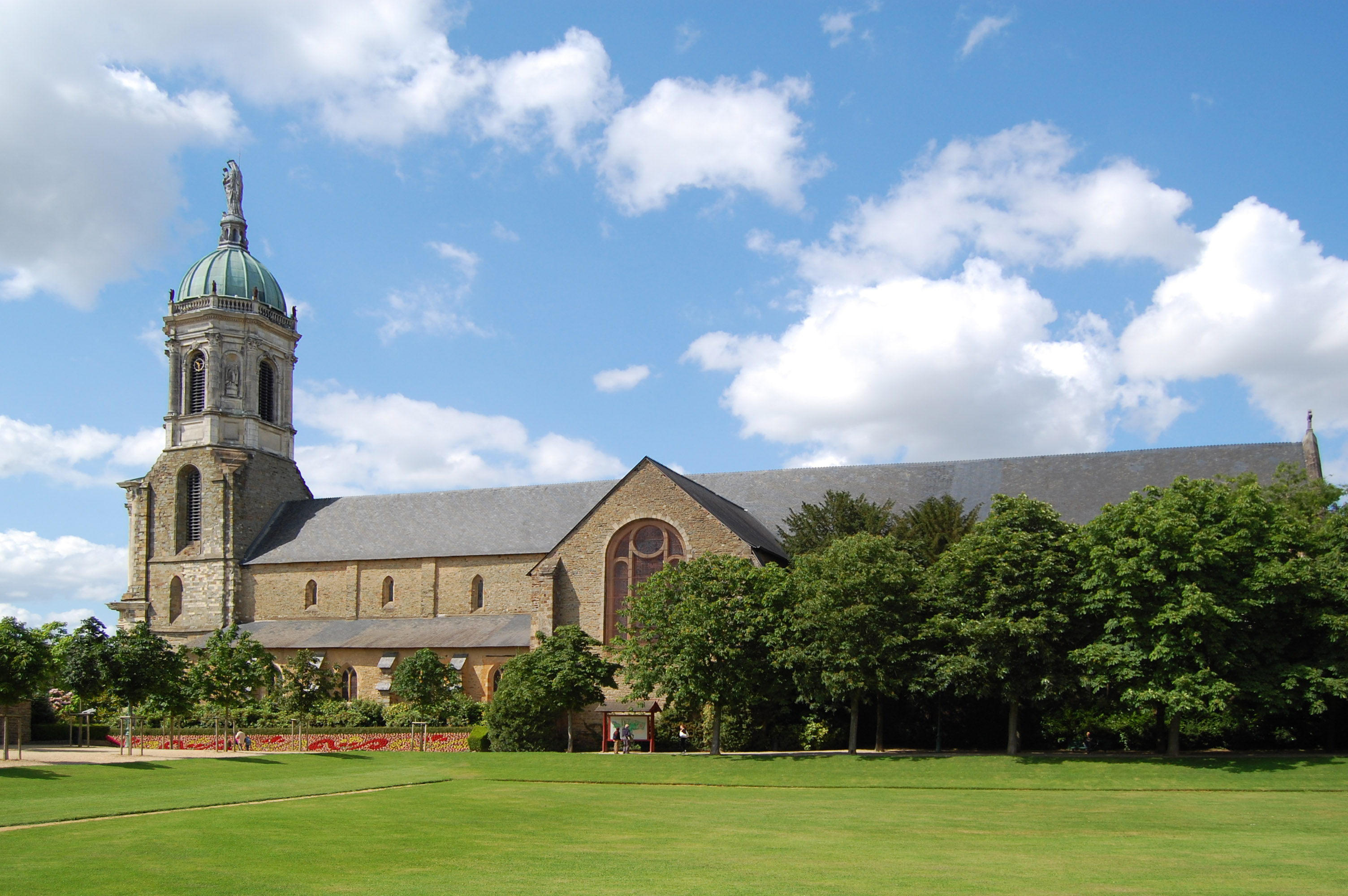
タボール公園から眺めた旧ノートルダム・アン・サン＝メレーヌ教会。レンヌのメラニウスへ献堂された

### 中世
5世紀になると、ブリトン人がアルモリカ半島西部を占領し、小さなブリトンという意味のブリタニー（Brittany、フランス語でブルターニュ）と呼び始めた。同時期、フランク族はアルモリカの残りを保有していた。拡大をとどめ、ブリトン人の侵入を避け、カロリング朝はレンヌ、ナント、ヴァンヌの3カ国から構成されるブルトン辺境領を始めた。
これらの辺境領は9世紀にはブルターニュ王国によって全体的に併合され、レンヌは851年にブルターニュ王国領となった。後にレンヌはブルターニュ公国の首都となった。
1356年から1357年のブルターニュ継承戦争の最中、市はランカスター公ヘンリー・オブ・グロスモント（en、ヘンリー3世の孫）に包囲されたが、ベルトラン・デュ・ゲクランが市に滑り込み、抵抗運動を始め、最終的にはイングランドに勝利した。ほぼ1年後、ランカスター公はイングランド側の包囲を断念した。
1491年、シャルル8世のフランス軍は将軍ルイ2世・ド・ラ・トレモイユに率いられレンヌを攻撃し失敗した。内紛で結束の弱まっていたブルターニュは既に各地で降伏していたが、レンヌだけがいまだ抵抗を続けていた。レンヌの防衛軍は死ぬまで抵抗することを決めていた。しかし、ブルターニュ女公アンヌは交渉することを選んだ。彼女とシャルル8世が結婚することで、ブルターニュはフランスの一部となった。アンヌはブルターニュの自治権を執拗に守ったが、彼女の長女クロード・ド・フランスと結婚したフランソワ1世は、妻の権利としてではなく自身がブルターニュ公であるとし、実質的に公国をフランスへ併合した。

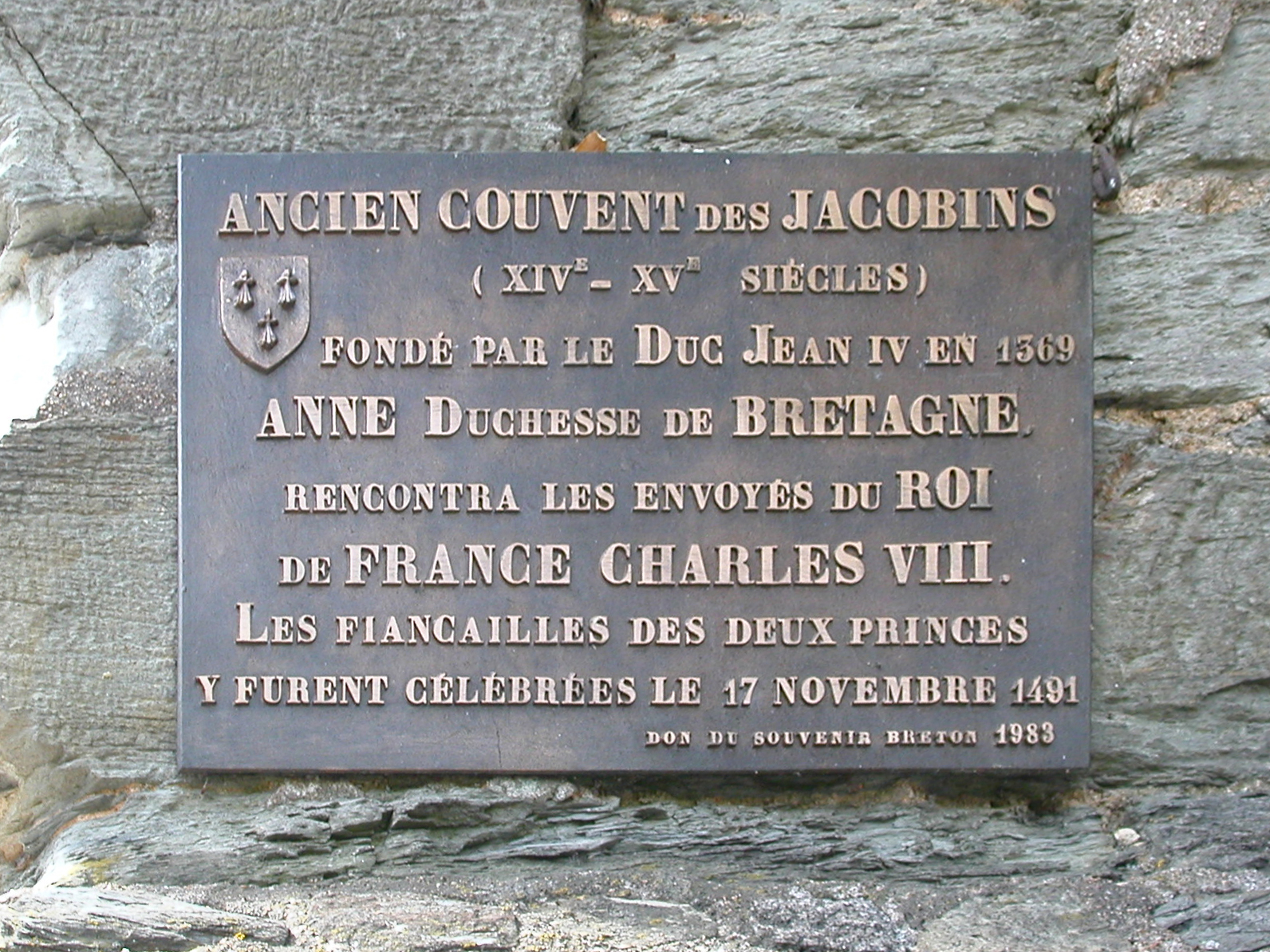
レンヌのジャコバン修道院に掲げられたプラーク。1491年11月17日にシャルル8世と女公アンヌが婚約した地であることを示している

### 近代から現代
1857年、レンヌ駅の建設により、次第に町は南方へ向かって広がった。1899年、レンヌでドレフュス事件の裁判が行われ、国を揺るがすことになった。
第二次世界大戦中、レンヌはドイツ空軍機3機による爆撃で激しい被害を受けた。避難民の乗った列車近くと、フランス軍・イギリス軍の停車している兵糧列車を標的としたのである。1000人が死んだ。空襲の翌日である1940年6月18日、ドイツ軍がレンヌへ入城した。後に、1943年3月と5月、1944年6月にレンヌは激しい爆撃を受け、数千人の死者を出した。1944年8月4日、ジョージ・パットン率いるアメリカ合衆国陸軍がブルターニュの首都を解放したとき、退却するドイツ軍は自分たちの背後の橋を爆破し、さらなる被害を与えた。およそ50,000人のドイツ軍捕虜が4つの収容所に集められていた時、レンヌ市内にはおよそ100,000人の住民がいただけだった。
1954年以後、レンヌは人口52万人以上に適応する都市計画に沿って発展し、1999年調査ではトゥールーズ、モンペリエに次いで国内第3位の成長の速い都市となった。

## 人口統計
| 1962年 | 1968年 | 1975年 | 1982年 | 1990年 | 1999年 | 2006年 | 2012年 | 2017年 |
| ------ | ------ | ------ | ------ | ------ | ------ | ------ | ------ | ------ |
| 151948 | 180943 | 198305 | 194656 | 197536 | 206229 | 209613 | 209860 | 216815 |

参照元:1999年までEHESS、2006年以降INSEE

## 経済
地元産業は、自動車産業と電気通信産業が含まれる。レンヌ最大の雇用を生んでいるのはPSA・プジョーシトロエンで、1961年にレンヌ・ラ・ジャネに工場を開設した。トムソンは1000人以上を雇用している。また、オーガニックコスメのブランドであるイヴ・ロシェ (イヴ・ロシェール, fr) の本社も置かれている。
レンヌは、フランス初のテクノポリスがつくられた地である。

## 教育

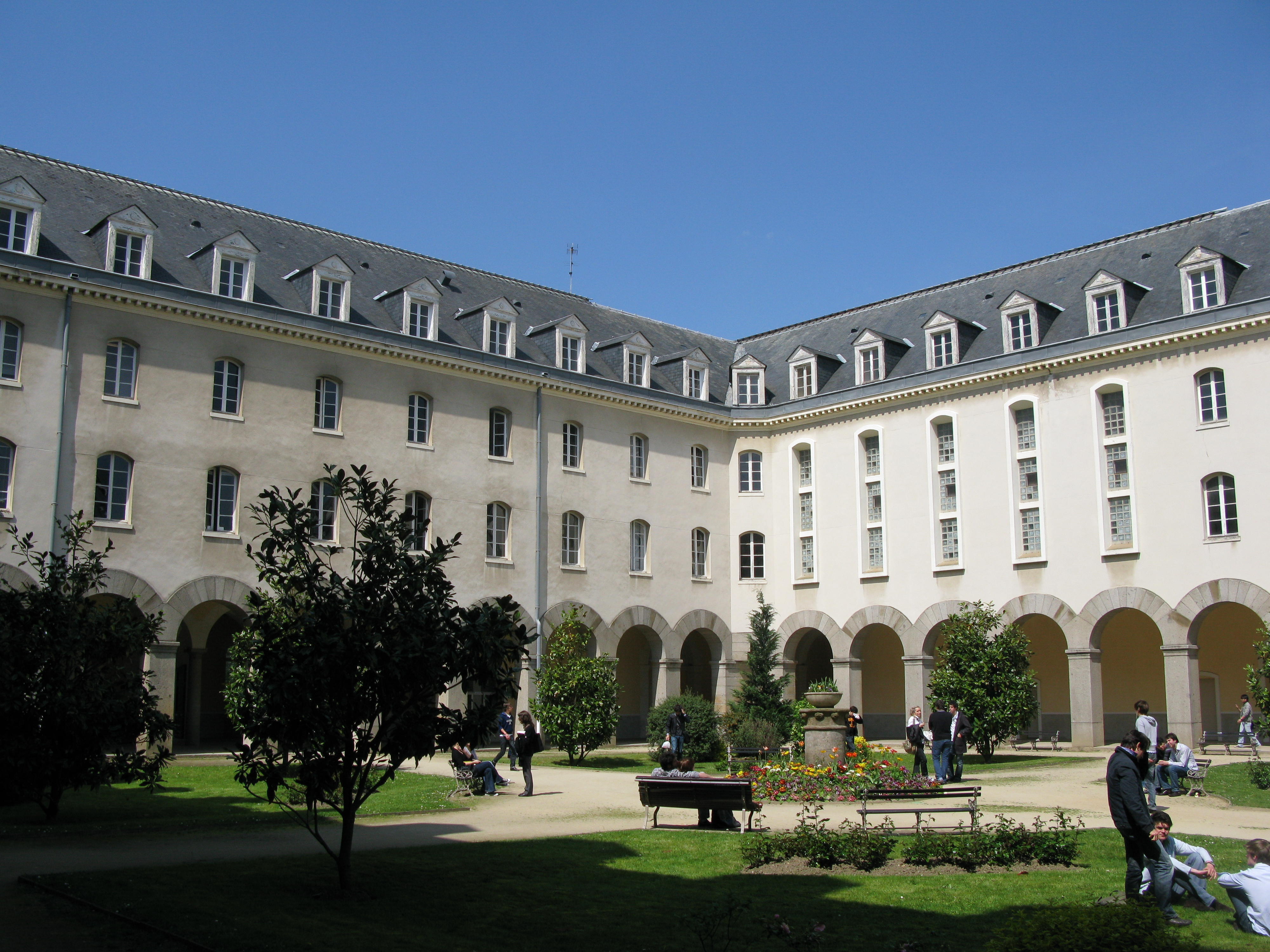
レンヌ大学

レンヌ都市圏はおよそ63,000人の学生人口を抱えている。ブルトン語（ブレイス語）は、エコール・ディワン（fr, en）、2言語学習を行っている一部の公立・私立の学校、夜間コース、大学等で学べる。現在、幼稚園からリセのバカロレア課程まである「エコール・ディワン」は、フランス政府の中央集権化教育に対して、ブルトン語を教育する学校として1977年に始められた。以降、徐々に拡張し、2004年には、パリ14区内に幼稚園が設けられた。
レンヌには2つの総合大学がある。
- レンヌ第一大学（Université de Rennes 1, 公式HP）には、化学、工学、薬学、哲学、法学、経営、経済の各学部がある。
- レンヌ第二大学（Université Rennes 2, 公式HP）には、芸術、文学、言語学、コミュニケーション、人類化学と社会科学、スポーツの各学部がある。

また、レンヌにはグランゼコールが数校ある。

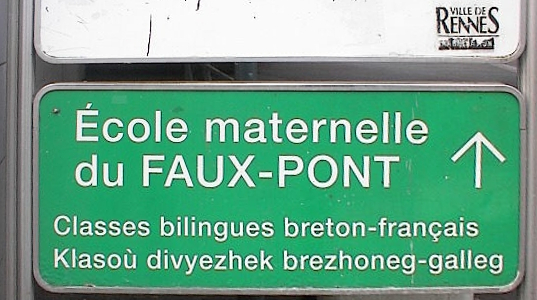
レンヌ中心部にある、ブルトン語(ブレイス語)の2言語クラスがあることを示す幼稚園(エコール･マテルネル)の看板

- カシャン高等師範学校（en）は、レンヌ郊外にもケル・ランヌ (Ker Lann) キャンパスを持つ。
- レンヌ政治学院
- 高等電気学校は、市東部にある。
- レンヌ高等商業学校（en）
- 国立応用科学院レンヌ校

## 気候
レンヌは海洋性気候に近い。年間降水量は700mmを下回る。冬になると湿度が上がり、夏になると乾燥し、日照量が増える。レンヌは年間日照時間1850時間の恩恵を受けている。
以下は2007年の気温と降水量をグラフにしたものである。
| 月                                  | 1月  | 2月  | 3月  | 4月  | 5月  | 6月  | 7月  | 8月  | 9月  | 10月 | 11月 | 12月 |
| ----------------------------------- | ---- | ---- | ---- | ---- | ---- | ---- | ---- | ---- | ---- | ---- | ---- | ---- |
| 最高気温 (°C)                       | 8,1  | 9,4  | 12,3 | 14,7 | 18,4 | 21,5 | 23,8 | 23,6 | 21,1 | 16,7 | 11,7 | 9    |
| 最低気温 (°C)                       | 2,2  | 2,5  | 4    | 5,4  | 8,5  | 11,2 | 13,1 | 13,1 | 11,2 | 8,3  | 4,9  | 3,2  |
| 平均気温 (°C)                       | 5,2  | 5,9  | 8,2  | 10,1 | 13,4 | 16,4 | 18,5 | 18,3 | 16,2 | 12,5 | 8,3  | 6,1  |
| 降水量 (mm)                         | 61,3 | 52,3 | 49,3 | 45,1 | 58,1 | 46,4 | 42,6 | 47,3 | 56,6 | 63,8 | 68,4 | 69,1 |
| Source: Météo France et Lameteo.org |      |      |      |      |      |      |      |      |      |      |      |      |

## 観光
サン＝ピエール・ド・レンヌ大聖堂（fr）
この場所は、6世紀頃から司教区の本部として使用された。最初の建物は12世紀にゴシック建築の教会に建て替えられたが、15世紀に塔やファサードの西側が崩壊した。現在の新古典主義建築のファサードは、16世紀から17世紀にかけて作られたものである。
サン・ティヴ礼拝堂（fr）
15世紀に建てられた、旧サン・ティヴ病院の礼拝堂。現在、町の観光案内所として使用されている。
ブルターニュ博物館

レンヌ美術館（Musée des Beaux-Arts (Rennes)）
リヴォワ侯のコレクションを所蔵
サン・ソーブル教会（Basilique Saint-Sauveur de Rennes）
1720年完成。
タボール庭園（Parc du Thabor）
市中心部にあり、10ヘクタールの敷地面積がある。

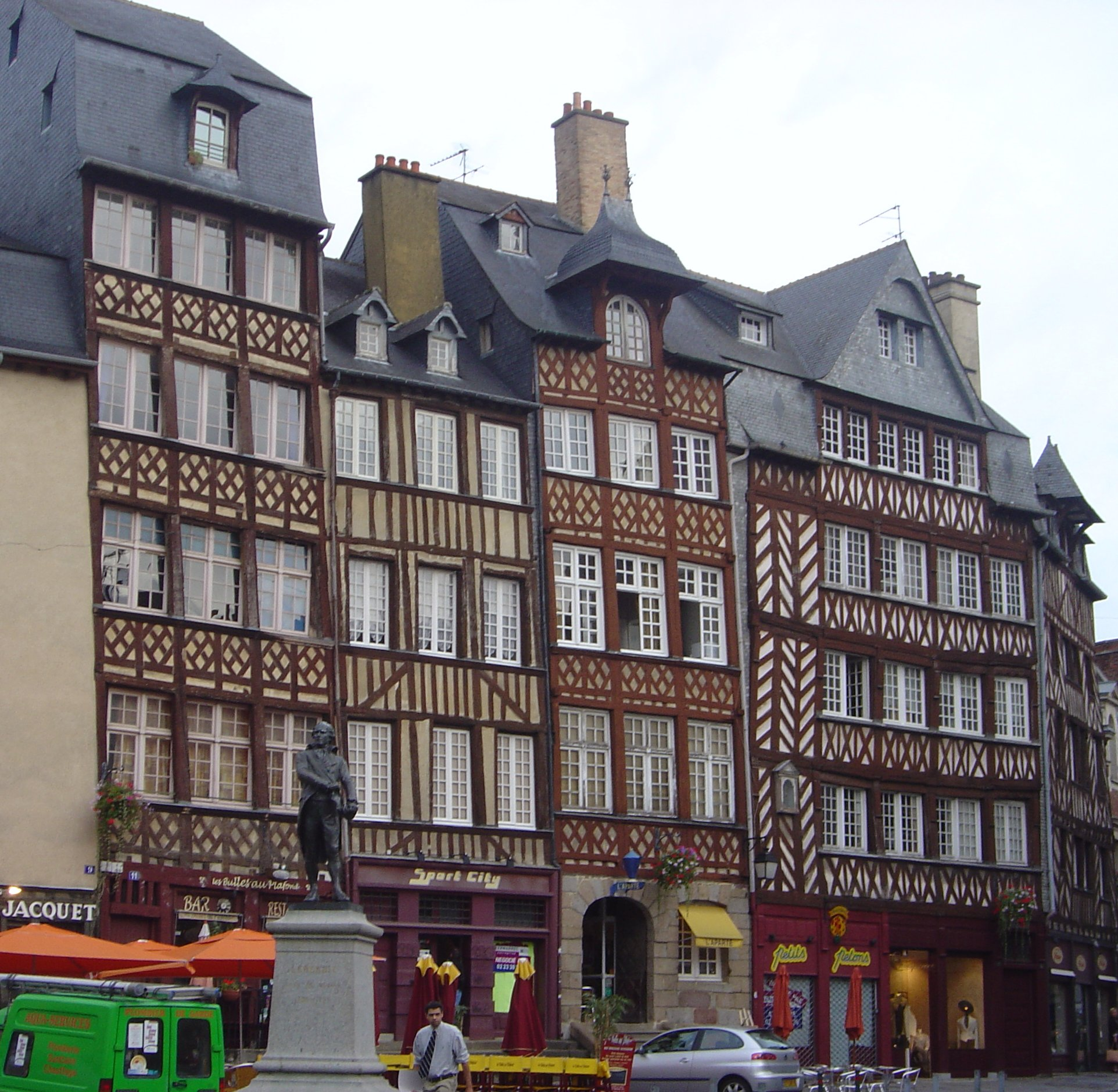
中心部シャン＝ジャケで見られる中世の町並み
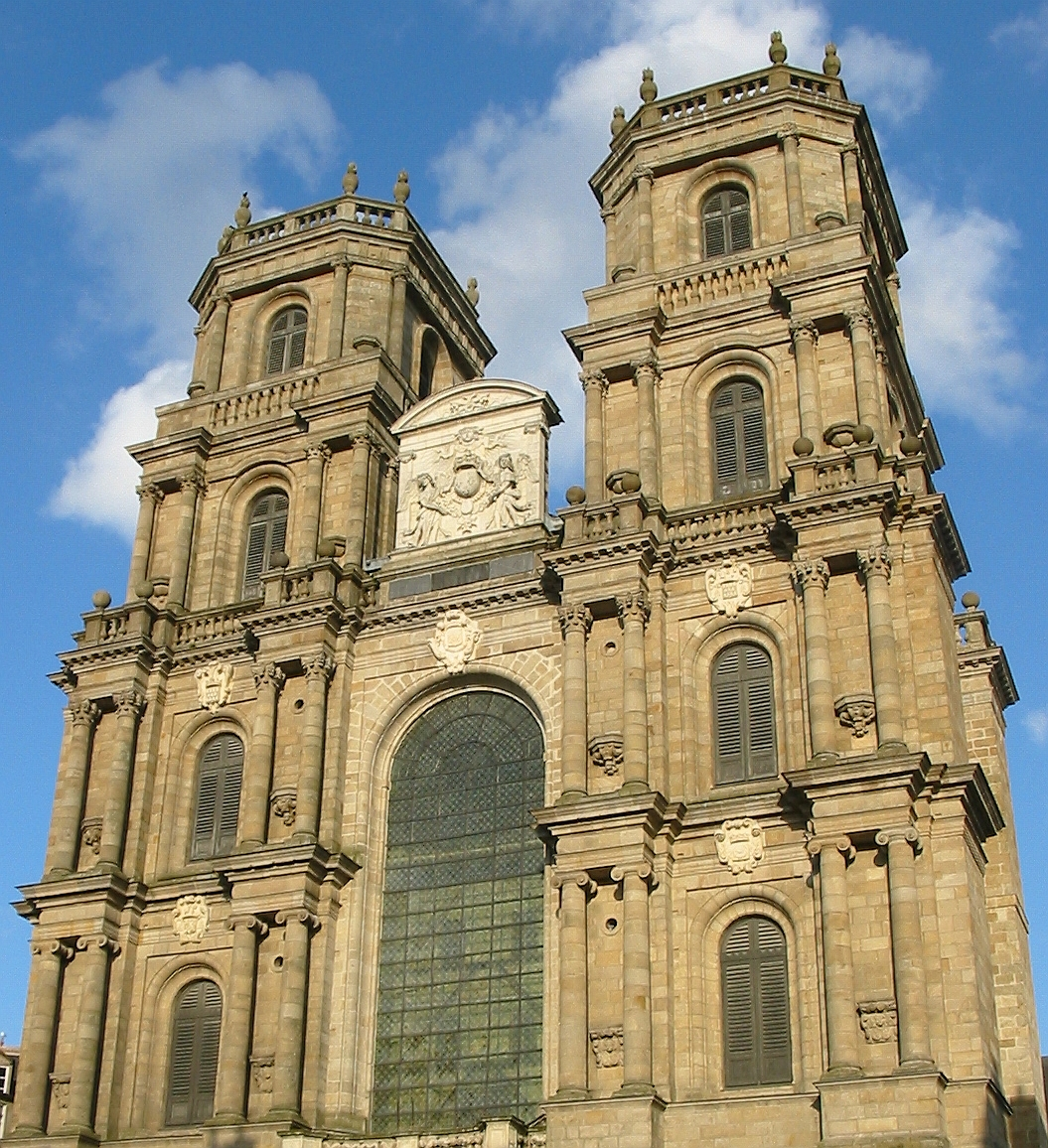
サン＝ピエール・ド・レンヌ大聖堂
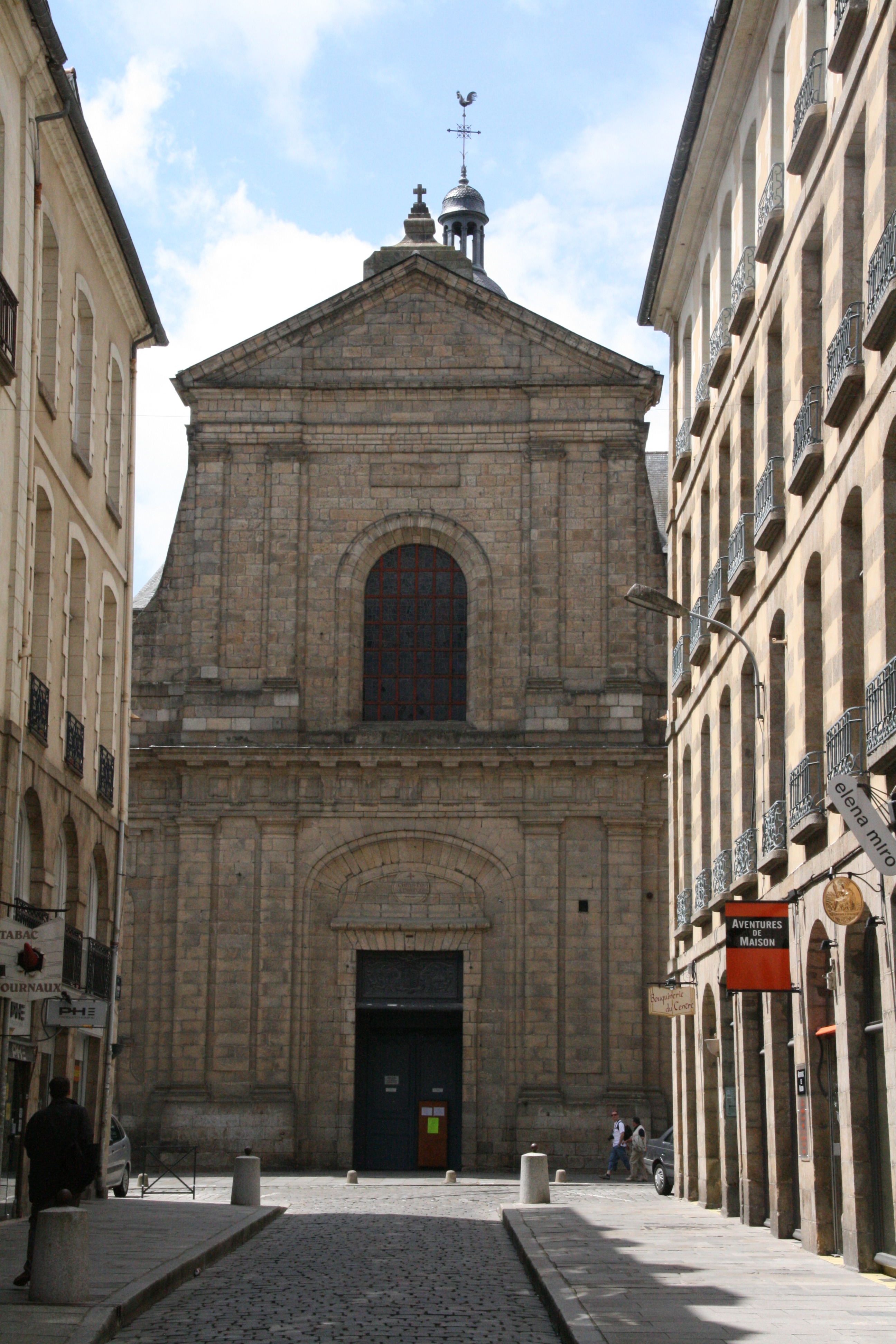
サン・ソーブル教会
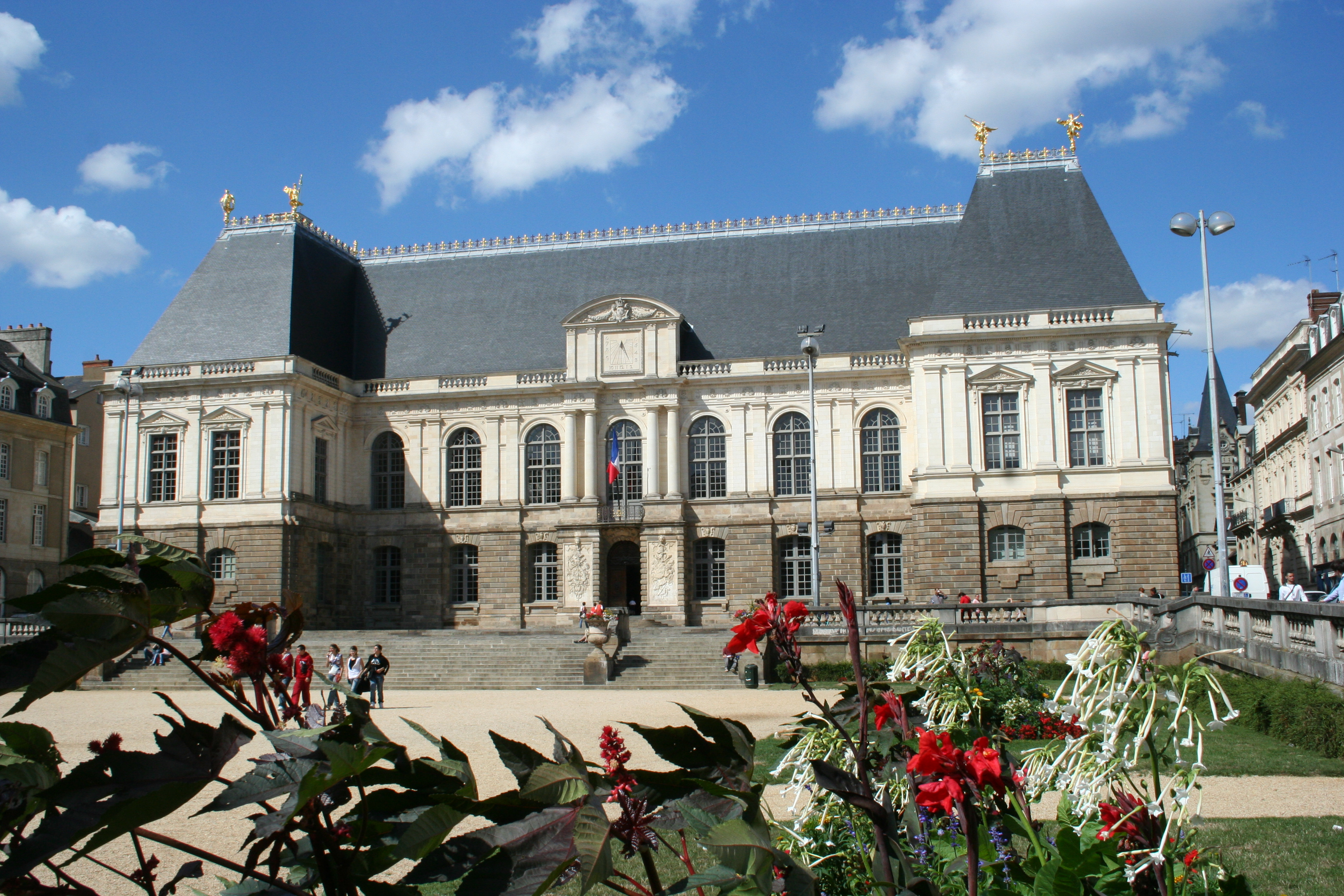
ブルターニュの議会
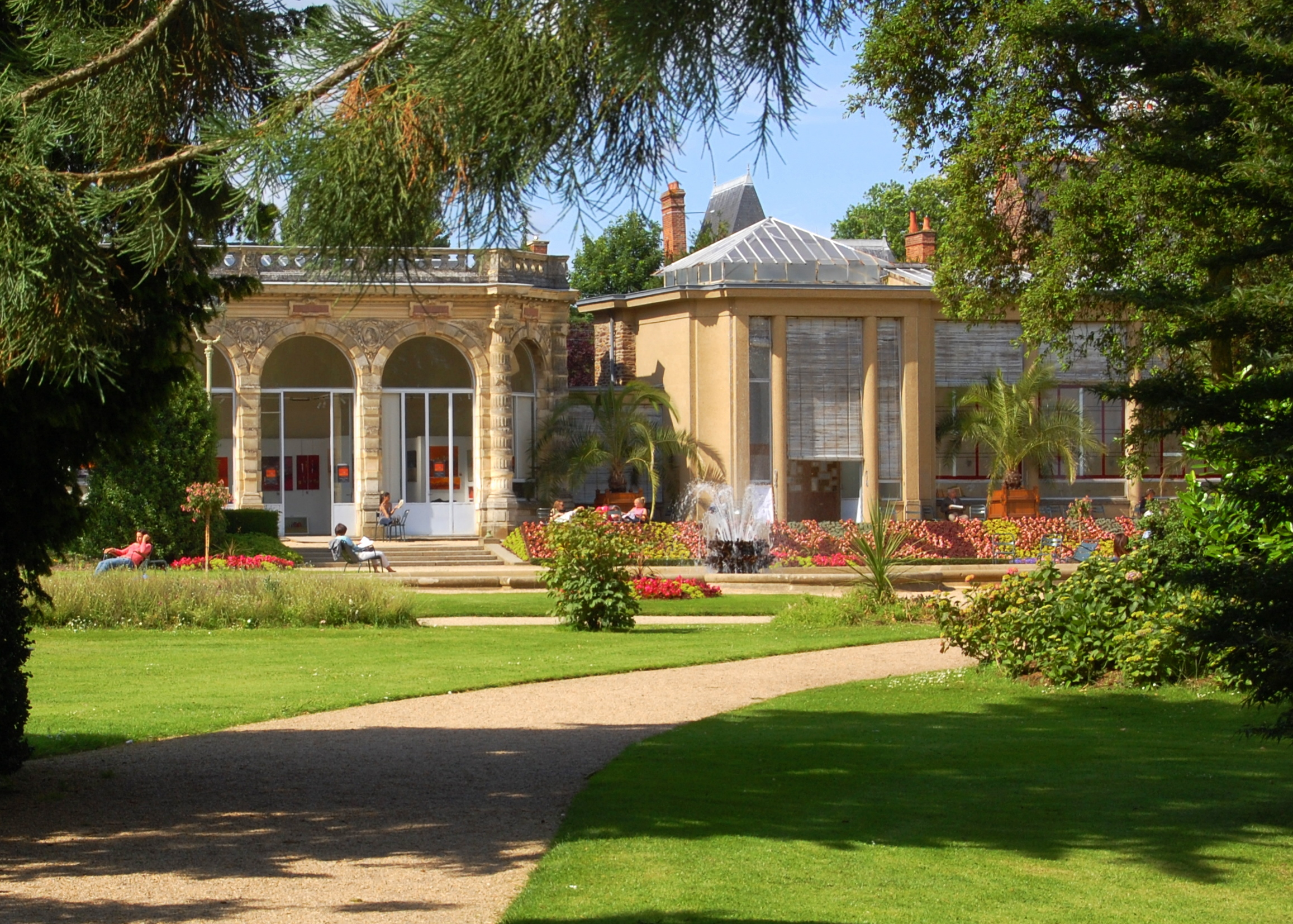
タボール庭園
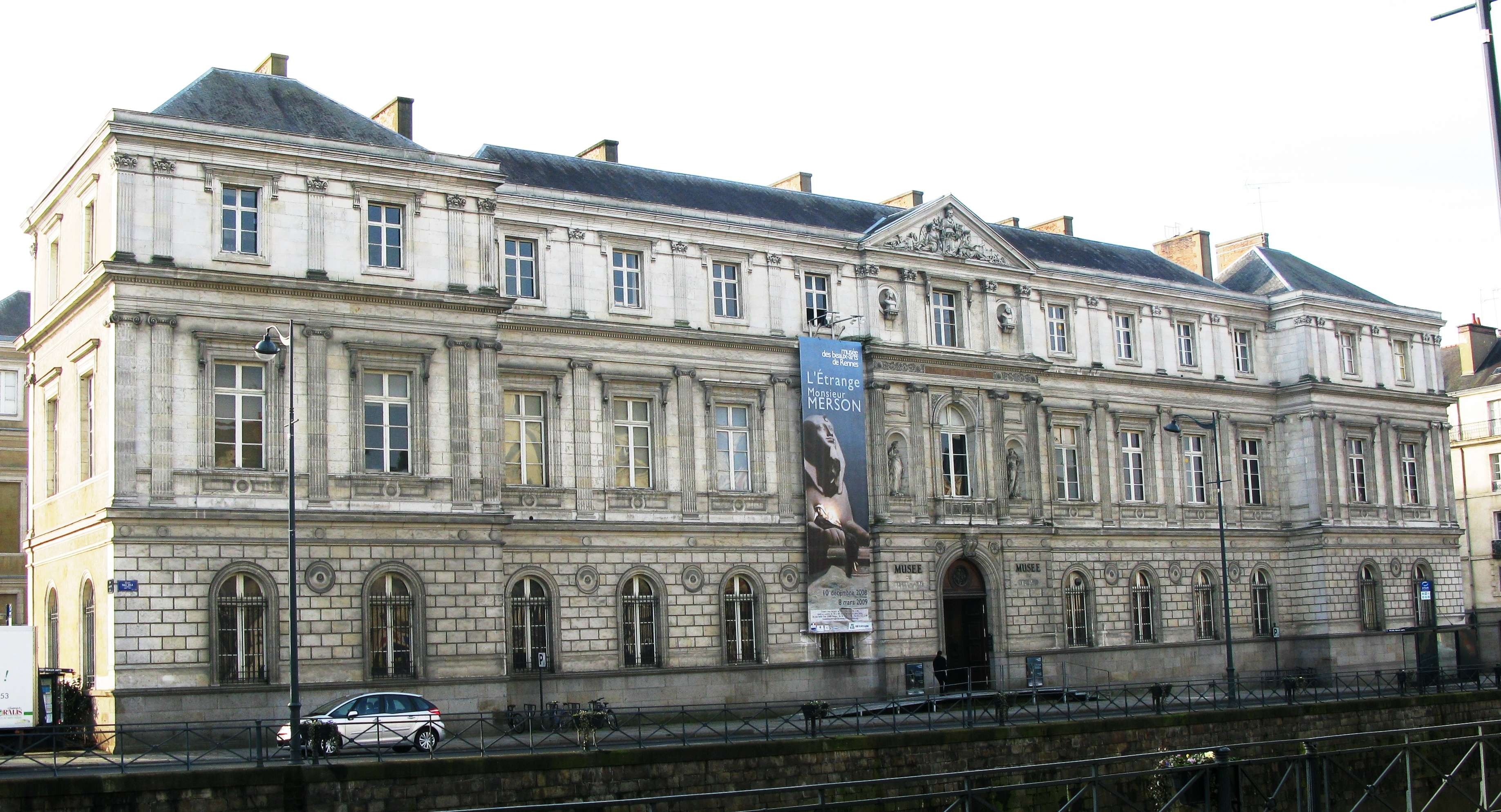
レンヌ美術館
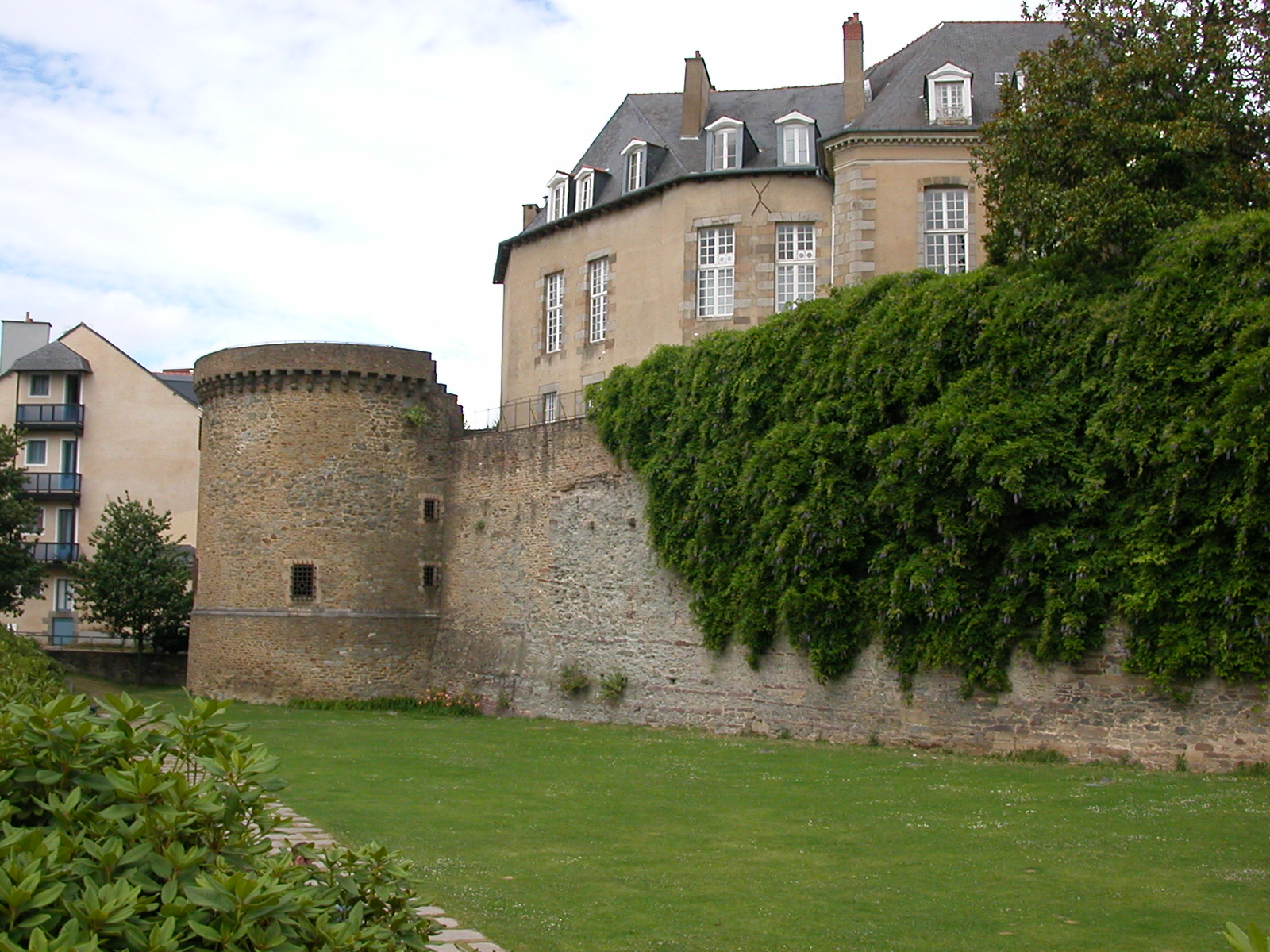
壁レンヌ

## 交通

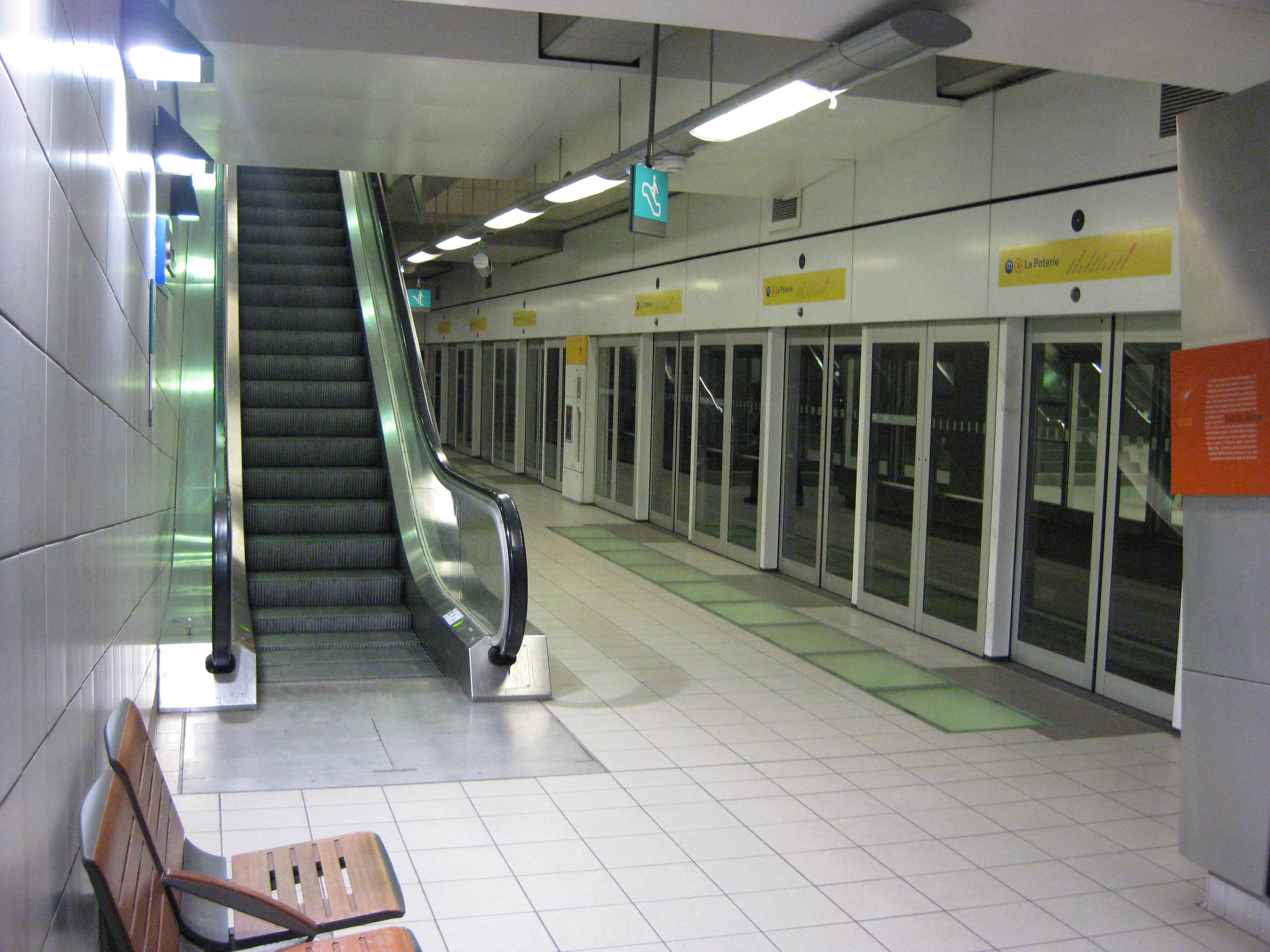
レンヌメトロ

レンヌの国道、鉄道、飛行機でのアクセスは良く整備されており、TGVでパリから1時間半ほどで到着できる。市内の公共交通機関は、バス網（38のバス路線がある）と地下鉄が市民の足となっている。レンヌ・メトロは2路線、全長23.5kmで28の駅がある（駅の一つをノーマン・フォスター卿が設計している）。
レンヌ＝サン・ジャック空港は、レンヌ中心部から南東へ7.2km離れたコミューン、サン＝ジャック・ド・ラ・ランドにあり、バスで行くことが出来る。

## 姉妹都市・提携都市
- エクセター, イギリス, 1957年
- ロチェスター, アメリカ合衆国ニューヨーク州, 1958年
- エアランゲン, ドイツ, 1964年
- ブルノ、チェコ, 1965年
- 仙台, 日本宮城県, 1967年
- レーヴェン, ベルギー, 1980年
- コーク, アイルランド, 1982年

- スティフ, アルジェリア, 1982年
- 済南, 中華人民共和国, 1985年
- アルマトイ, カザフスタン, 1991年
- ポズナン, ポーランド, 1998年
- シビウ, ルーマニア,1999年
- Plateau Dogon、マリ共和国、1999年

## 関係者
出身者
- シャルル・ヴァネル（俳優）
- フランソワ＝アンリ・ピノー（ケリングCEO）

居住その他ゆかりある人物

## スポーツ
- スタッド・レンヌ - レンヌを本拠地とするサッカークラブチーム。